# Mladen Matijanić
Mladen Matijanić (Jajce, 6 aprile 1945) è un ex calciatore jugoslavo, di ruolo attaccante.

## Palmarès

### Competizioni nazionali
- Coppa di Jugoslavia: 1

Hajduk Spalato: 1966-1967